# Boljetin
Pour le village kosovar, voir Boljetin (Zvečan).
Boljetin (en serbe cyrillique : Бољетин) est un village de Serbie situé dans la municipalité de Majdanpek, district de Bor. Au recensement de 2011, il comptait 492 habitants.

## Démographie

### Évolution historique de la population
| 1948  | 1953  | 1961  | 1971  | 1981 | 1991 | 2002 | 2011 |
| ----- | ----- | ----- | ----- | ---- | ---- | ---- | ---- |
| 1 257 | 1 331 | 1 334 | 1 172 | 987  | 803  | 672  | 492  |

|  |